# Durkan-Test
Der Durkan-Test ist eine klinische Untersuchungsmethode auf das Vorliegen eines Karpaltunnelsyndroms. Durch Kompression des Karpaltunnels mit dem darin verlaufenden Nervus medianus durch den Daumen des Untersuchers können bei einem Karpaltunnelsyndrom nach etwa 30 Sekunden Missempfindungen im Versorgungsgebiet des N. medianus, also vor allem in Daumen und Zeigefinger, ausgelöst werden. Die Methode wurde 1991 von John A. Durkan beschrieben, der hierfür auch eine Apparatur mit definierter Druckentwicklung verwendete. Während der Erstbeschreiber eine sehr hohe Sensitivität und Spezifität für die Untersuchungsmethode angab, wurden in anderen Studien deutlich geringere Werte festgestellt. Wie andere Provokationstests beim Karpaltunnelsyndrom hat der Durkan-Test aufgrund seiner leichten und schnellen Durchführbarkeit einen gewissen Stellenwert als Screening-Untersuchung, bleibt in seiner Aussagekraft aber beschränkt.